# カシオペヤ座ミュー星
カシオペヤ座μ星（カシオペヤざミューせい、μ Cas, Mu Cas, Mu Cassiopeiae）は、カシオペヤ座に存在する連星で、太陽から24.6光年離れた位置に存在する。

## 概要
星座上では、伴星の他にカシオペヤ座θ星が近くに並んでおり、μ星と併せてマルファクという愛称でも呼ばれる。ただしθ星は100光年以上遠方にあるため重力的な繋がりはなく、太陽系から見るとたまたま同じ方向に見えているだけの見かけの二重星である。マルファクという名前は、「ひじ」を意味するアラビア語のアル・マルフィク（Al Marfik）またはアル・ミルファク（Al Mirfaq）から来ている。
1961年に、過去23年間の写真を解析した結果から、固有運動の変化により写真では見分けられない伴星の存在が確認され、連星であることが発見された。現在では、二つの恒星は距離が3.3AUから11.9AUの間で変動する楕円軌道を公転していることが知られている。質量は主星が太陽の0.74倍、伴星は0.17倍前後と、いずれも太陽より小さい。また、167km/sという比較的高速で銀河系内を移動していることから、銀河の円盤が形成される以前に誕生した、古く金属量の少ない種族IIの恒星と見られ、一般的な主系列星より小さく高温な準矮星に分類されている。